# Pimelodella nigrofasciata
Pimelodella nigrofasciata is een straalvinnige vissensoort uit de familie van de antennemeervallen (Heptapteridae). De wetenschappelijke naam van de soort is voor het eerst geldig gepubliceerd in 1897 door Perugia.